# WNT3
WNT3‏ (Wnt family member 3) هوَ بروتين يُشَفر بواسطة جين WNT3 في الإنسان.